# Finali dell'All-Ireland Senior Hurling Championship
Questa è la lista di tutte le finali dell'All-Ireland Senior Hurling Championship disputate. La squadra che ha vinto nel maggior numero di occasioni il più prestigioso torneo irlandese di hurling è Kilkenny con ben 33 successi, seguita da Cork con 30 e Tipperary con 26. Queste tre costituiscono la famosa "Holy three". Il numero delle vittorie delle province consente anche di capire la distribuzione popolarità dello sport sul suolo irlandese. Infatti questo è particolarmente importante nel Munster e nella fascia meridionale del Leinster mentre scarseggia di popolarità nel resto dell'isola. Infatti delle altre due province, Connacht e Ulster solo a Galway lo sport è piuttosto popolare. Nell'Ulster l'unica squadra degna di nota è Antrim la cui contea è anche l'unica in cui questo è lo sport principale. L'Ulster rimane inoltre l'unica provincia a non avere ancora sollevato la Liam McCarthy Cup, il trofeo che spetta alla vincitrice del torneo, sebbene Antrim sia arrivata in finale due volte (ultima nel 1989).
| Anno         | Vincitore           | Punteggio | Finalista              | Punteggio | Stadio                        |
| ------------ | ------------------- | --------- | ---------------------- | --------- | ----------------------------- |
| 2011 Details | Kilkenny            | 2-17      | Tipperary              | 1-16      | Croke Park, Dublino           |
| 2010         | Tipperary           | 4-17      | Kilkenny               | 1-18      | Croke Park, Dublino           |
| 2009         | Kilkenny            | 2-22      | Tipperary              | 0-23      | Croke Park, Dublino           |
| 2008         | Kilkenny            | 3-30      | Waterford              | 1-13      | Croke Park, Dublino           |
| 2007         | Kilkenny            | 2-19      | Limerick               | 1-15      | Croke Park, Dublino           |
| 2006         | Kilkenny            | 1-16      | Cork                   | 1-13      | Croke Park, Dublino           |
| 2005         | Cork                | 1-21      | Galway                 | 1-16      | Croke Park, Dublino           |
| 2004         | Cork                | 0-17      | Kilkenny               | 0-9       | Croke Park, Dublino           |
| 2003         | Kilkenny            | 1-14      | Cork                   | 1-11      | Croke Park, Dublino           |
| 2002         | Kilkenny            | 2-20      | Clare                  | 0-19      | Croke Park, Dublino           |
| 2001         | Tipperary           | 2-18      | Galway                 | 2-15      | Croke Park, Dublino           |
| 2000         | Kilkenny            | 5-15      | Offaly                 | 1-14      | Croke Park, Dublino           |
| 1999         | Cork                | 0-13      | Kilkenny               | 0-12      | Croke Park, Dublino           |
| 1998         | Offaly              | 2-16      | Kilkenny               | 1-13      | Croke Park, Dublino           |
| 1997         | Clare               | 0-20      | Tipperary              | 2-13      | Croke Park, Dublino           |
| 1996         | Wexford             | 1-13      | Limerick               | 0-14      | Croke Park, Dublino           |
| 1995         | Clare               | 1-13      | Offaly                 | 2-8       | Croke Park, Dublino           |
| 1994         | Offaly              | 3-16      | Limerick               | 2-13      | Croke Park, Dublino           |
| 1993         | Kilkenny            | 2-17      | Galway                 | 1-15      | Croke Park, Dublino           |
| 1992         | Kilkenny            | 3-10      | Cork                   | 1-12      | Croke Park, Dublino           |
| 1991         | Tipperary           | 1-16      | Kilkenny               | 0-15      | Croke Park, Dublino           |
| 1990         | Cork                | 5-15      | Galway                 | 2-21      | Croke Park, Dublino           |
| 1989         | Tipperary           | 4-24      | Antrim                 | 3-9       | Croke Park, Dublino           |
| 1988         | Galway              | 1-15      | Tipperary              | 0-14      | Croke Park, Dublino           |
| 1987         | Galway              | 1-12      | Kilkenny               | 0-9       | Croke Park, Dublino           |
| 1986         | Cork                | 4-13      | Galway                 | 2-15      | Croke Park, Dublino           |
| 1985         | Offaly              | 2-11      | Galway                 | 1-12      | Croke Park, Dublino           |
| 1984         | Cork                | 3-16      | Offaly                 | 1-12      | Semple Stadium, Thurles       |
| 1983         | Kilkenny            | 2-14      | Cork                   | 2-12      | Croke Park, Dublino           |
| 1982         | Kilkenny            | 3-18      | Cork                   | 1-13      | Croke Park, Dublino           |
| 1981         | Offaly              | 2-12      | Galway                 | 0-15      | Croke Park, Dublino           |
| 1980         | Galway              | 2-15      | Limerick               | 3-9       | Croke Park, Dublino           |
| 1979         | Kilkenny            | 2-12      | Galway                 | 1-8       | Croke Park, Dublino           |
| 1978         | Cork                | 1-15      | Kilkenny               | 2-8       | Croke Park, Dublino           |
| 1977         | Cork                | 1-17      | Wexford                | 3-8       | Croke Park, Dublino           |
| 1976         | Cork                | 2-21      | Wexford                | 4-11      | Croke Park, Dublino           |
| 19752        | Kilkenny            | 2-22      | Galway                 | 2-10      | Croke Park, Dublino           |
| 1974         | Kilkenny            | 3-19      | Limerick               | 1-13      | Croke Park, Dublino           |
| 1973         | Limerick            | 1-21      | Kilkenny               | 1-14      | Croke Park, Dublino           |
| 1972         | Kilkenny            | 3-24      | Cork                   | 5-11      | Croke Park, Dublino           |
| 1971         | Tipperary           | 5-17      | Kilkenny               | 5-14      | Croke Park, Dublino           |
| 19703        | Cork                | 6-21      | Wexford                | 5-10      | Croke Park, Dublino           |
| 1969         | Kilkenny            | 2-15      | Cork                   | 2-9       | Croke Park, Dublino           |
| 1968         | Wexford             | 5-8       | Tipperary              | 3-12      | Croke Park, Dublino           |
| 1967         | Kilkenny            | 3-8       | Tipperary              | 2-7       | Croke Park, Dublino           |
| 1966         | Cork                | 3-9       | Kilkenny               | 1-10      | Croke Park, Dublino           |
| 1965         | Tipperary           | 2-16      | Wexford                | 0-10      | Croke Park, Dublino           |
| 1964         | Tipperary           | 5-13      | Kilkenny               | 2-8       | Croke Park, Dublino           |
| 1963         | Kilkenny            | 4-17      | Waterford              | 6-8       | Croke Park, Dublino           |
| 1962         | Tipperary           | 3-10      | Wexford                | 2-11      | Croke Park, Dublino           |
| 1961         | Tipperary           | 0-16      | Dublin                 | 1-12      | Croke Park, Dublino           |
| 1960         | Wexford             | 2-15      | Tipperary              | 0-11      | Croke Park, Dublino           |
| 1959         | Waterford           | 3-12      | Kilkenny               | 1-10      | Croke Park, Dublino           |
| 1958         | Tipperary           | 4-9       | Galway                 | 2-5       | Croke Park, Dublino           |
| 1957         | Kilkenny            | 4-10      | Waterford              | 3-12      | Croke Park, Dublino           |
| 1956         | Wexford             | 2-14      | Cork                   | 2-8       | Croke Park, Dublino           |
| 1955         | Wexford             | 3-13      | Galway                 | 2-8       | Croke Park, Dublino           |
| 1954         | Cork                | 1-9       | Wexford                | 1-6       | Croke Park, Dublino           |
| 1953         | Cork                | 3-3       | Galway                 | 0-8       | Croke Park, Dublino           |
| 1952         | Cork                | 2-14      | Dublin                 | 0-7       | Croke Park, Dublino           |
| 1951         | Tipperary           | 7-7       | Wexford                | 3-9       | Croke Park, Dublino           |
| 1950         | Tipperary           | 1-9       | Kilkenny               | 1-8       | Croke Park, Dublino           |
| 1949         | Tipperary           | 3-11      | Leix                   | 0-3       | Croke Park, Dublino           |
| 1948         | Waterford           | 6-7       | Dublin                 | 4-2       | Croke Park, Dublino           |
| 1947         | Kilkenny            | 0-14      | Cork                   | 2-7       | Croke Park, Dublino           |
| 1946         | Cork                | 7-5       | Kilkenny               | 3-8       | Croke Park, Dublino           |
| 1945         | Tipperary           | 5-6       | Kilkenny               | 3-6       | Croke Park, Dublino           |
| 1944         | Cork                | 2-13      | Dublin                 | 1-2       | Croke Park, Dublino           |
| 1943         | Cork                | 5-16      | Antrim                 | 0-4       | Croke Park, Dublino           |
| 1942         | Cork                | 2-14      | Dublin                 | 3-4       | Croke Park, Dublino           |
| 1941         | Cork                | 5-11      | Dublin                 | 0-6       | Croke Park, Dublino           |
| 1940         | Limerick            | 3-7       | Kilkenny               | 1-7       | Croke Park, Dublino           |
| 1939         | Kilkenny            | 2-7       | Cork                   | 3-3       | Croke Park, Dublino           |
| 1938         | Dublin              | 2-5       | Waterford              | 1-6       | Croke Park, Dublino           |
| 1937         | Tipperary           | 3-11      | Kilkenny               | 0-3       | Fitzgerald Stadium, Killarney |
| 1936         | Limerick            | 5-6       | Kilkenny               | 1-5       | Croke Park, Dublino           |
| 1935         | Kilkenny            | 2-5       | Limerick               | 2-4       | Croke Park, Dublino           |
| 1934         | Limerick            | 5-2       | Dublin                 | 2-6       | Croke Park, Dublino           |
| 1933         | Kilkenny            | 1-7       | Limerick               | 0-6       | Croke Park, Dublino           |
| 1932         | Kilkenny            | 3-3       | Clare                  | 2-3       | Croke Park, Dublino           |
| 1931         | Cork                | 5-8       | Kilkenny               | 3-4       | Croke Park, Dublino           |
| 1930         | Tipperary           | 2-7       | Dublin                 | 1-3       | Croke Park, Dublino           |
| 1929         | Cork                | 4-9       | Galway                 | 1-3       | Croke Park, Dublino           |
| 1928         | Cork                | 6-12      | Galway                 | 1-0       | Croke Park, Dublino           |
| 1927         | Dublin              | 4-8       | Cork                   | 1-3       | Croke Park, Dublino           |
| 1926         | Cork                | 4-6       | Kilkenny               | 2-0       | Croke Park, Dublino           |
| 1925         | Tipperary           | 5-6       | Galway                 | 1-5       | Croke Park, Dublino           |
| 1924         | Dublin              | 5-3       | Galway                 | 2-6       | Croke Park, Dublino           |
| 1923         | Galway              | 7-3       | Limerick               | 4-5       | Croke Park, Dublino           |
| 1922         | Kilkenny            | 5-3       | Tipperary              | 2-6       | Croke Park, Dublino           |
| 1921         | Limerick            | 8-5       | Dublin                 | 3-2       | Croke Park, Dublino           |
| 1920         | Dublin              | 4-9       | Cork                   | 4-3       | Croke Park, Dublino           |
| 1919         | Cork                | 6-4       | Dublin                 | 2-4       | Croke Park, Dublino           |
| 1918         | Limerick            | 9-5       | Wexford                | 1-3       | Croke Park, Dublino           |
| 1917         | Dublin              | 5-4       | Tipperary              | 4-2       | Croke Park, Dublino           |
| 1916         | Tipperary           | 5-4       | Kilkenny               | 3-2       | Croke Park, Dublino           |
| 1915         | Laois               | 6-2       | Cork                   | 4-1       | Croke Park, Dublino           |
| 1914         | Clare               | 5-1       | Laois                  | 1-0       | Croke Park, Dublino           |
| 1913         | Kilkenny            | 2-4       | Tipperary              | 1-2       | Jones' Road, Dublino          |
| 1912         | Kilkenny            | 2-1       | Cork                   | 1-3       | Jones' Road, Dublino          |
| 19114        | Kilkenny            | 3-3       | Tipperary              | 1-1       | Fraher Field, Dungarvan       |
| 1910         | Wexford             | 7-0       | Limerick               | 6-2       | Jones' Road, Dublino          |
| 1909         | Kilkenny            | 4-6       | Tipperary              | 0-12      | Cork                          |
| 1908         | Tipperary           | 3-15      | Dublin                 | 1-5       | Athy                          |
| 1907         | Kilkenny            | 3-12      | Cork                   | 4-8       | Fraher Field, Dungarvan       |
| 1906         | Tipperary           | 3-16      | Dublin                 | 3-8       | Kilkenny                      |
| 19055        | Kilkenny            | 7-7       | Cork                   | 2-9       | Fraher Field, Dungarvan       |
| 1904         | Kilkenny            | 1-9       | Cork                   | 1-8       | Carrick-on-Suir               |
| 1903         | Cork                | 3-16      | London                 | 1-1       | Fraher Field, Dungarvan       |
| 1902         | Cork                | 3-13      | London                 | 0-0       | Cork                          |
| 1901         | London              | 1-5       | Cork                   | 0-4       | Jones' Road                   |
| 1900         | Tipperary           | 3-13      | London                 | 0-6       | Jones' Road                   |
| 18996        | Tipperary           | 3-12      | Wexford                | 1-4       | Jones' Road                   |
| 1898         | Tipperary           | 7-13      | Kilkenny               | 3-10      | Jones' Road                   |
| 1897         | Limerick            | 3-4       | Kilkenny               | 2-4       | Jones' Road                   |
| 1896         | Tipperary           | 8-14      | Dublin                 | 0-4       | Jones' Road                   |
| 1895         | Tipperary           | 6-8       | Kilkenny               | 1-0       | Jones' Road                   |
| 1894         | Cork                | 5-20      | Dublin                 | 2-0       | Clonturk Park                 |
| 1893         | Cork                | 6-8       | Kilkenny               | 0-2       | Phoenix Park                  |
| 18927        | Cork                | 2-4       | Dublin                 | 1-1       | Clonturk Park                 |
| 1891         | Kerry (Ballyduff)   | 2-3       | Wexford (Crossabeg)    | 1-5       | Clonturk Park                 |
| 18908        | Cork (Aghabullogue) | 1-6       | Wexford (Castlebridge) | 2-2       | Clonturk Park                 |
| 1889         | Dublin (Kickhams)   | 5-1       | Clare (Tulla)          | 1-6       | Inchicore                     |
| 1888         | (Non terminata)9    |           |                        |           |                               |
| 1887         | Tipperary (Thurles) | 1-1       | Galway (Meelick)       | 0-0       | Birr                          |